# Pippi Starace
Giuseppe Starace o Pippi Starace (Lecce, 1º novembre 1904 – Roma, 18 gennaio 1977) è stato un pittore italiano.